# Embase
Embase (a menudo con mayúscula EMBASE, acrónimo de Excerpta Medica dataBASE) es una base de datos biomédica y farmacológica de publicaciones y farmacovigilancia. Embase, propiedad de la editorial Elsevier, cuenta con más de 28 millones de referencias, fruto de las más de 8.400 revistas indexadas desde 1947 hasta hoy.

## Historia
En 1946, un grupo de médicos de Países Bajos creó la revista Excerpta Medica Abstract Journals (EM), publicación desde la que promovieron el flujo de conocimientos e informes médicos tras la Segunda Guerra Mundial. En EM se incluyeron 13 secciones de revistas médicas que clasificaron según el plan de estudios de las facultades de medicina: anatomía, patología, fisiología, medicina interna y otras especialidades clínicas básicas. Esta base de datos duró hasta 1972, cuando se fusionó con Elsevier. A continuación, en 1974 nació EMBASE (Excerpta Medica dataBase), una primitiva revista científica electrónica. Tras los comentarios de la comunidad de usuarios de EMBASE, EMBASE Classic se creó como una base de datos separada para complementar un archivo de resúmenes documentales de revistas médicas de 1947-1973 que proporcionara documentación valiosa de medicamentos, efectos adversos, compuestos endógenos, etc. encontrados en ese momento.
En 2010, Elsevier vendió Excerpta Medica, excluyendo EMBASE, a Omnicom Group.